# Corregimiento de Mérida
El Corregimiento de Mérida fue una división administrativa de la Real Audiencia de Santa Fe de Bogotá que abarcaba un territorio similar a los actuales estados Mérida, Táchira, Barinas y Apure incorporando una entrada al sur del Lago de Maracaibo.

## Historia
- 1558 Juan Rodríguez Suárez funda la ciudad de Mérida
- 1573 Francisco de Cáceres Funda La Grita
- 1576: Es creada la Provincia de La Grita
- 10 de diciembre de 1607: Mérida fue separada del corregimiento de Tunja y unida con la gobernación de La Grita formando el corregimiento de Mérida y La Grita, con jurisdicción sobre las ciudades de La Grita, San Cristóbal, Gibraltar, Pedraza y Barinas y bajo dependencia de la Audiencia de Bogotá.

- 30 de junio de 1577: El gobernador de la Provincia del Espíritu Santo de la Grita funda Barinas bajo el nombre de Altamira de Cáceres.

- 1591: Fundación de Gibraltar (Zulia) por la Provincia de La Grita

- 10 de diciembre de 1607: Mérida fue separada del corregimiento de Tunja y unida con la gobernación de La Grita formando el corregimiento de Mérida y La Grita, con jurisdicción sobre las ciudades de La Grita, San Cristóbal, Gibraltar, Pedraza y Barinas y bajo dependencia de la Audiencia de Bogotá.

- 1607 Juan del Rincón ejerce interinamente el corregimiento de Mérida, al ser nativo de Pamplona decidió volver a su hacienda luego de haber ejercido el corregimiento por unos días.
- 1607 Juan Andrés Varela nativo de Mérida es designado corregidor, sin embargo dura poco en el cargo al considerar el corregidor de Tunja que un vecino de la localidad estaría parcializado y no debería ejercer dicho cargo.
- 1607 Los vecinos de Mérida protestan la designación de Bernardino de Villamizar por su mala reputación y no lo dejan instalarse como corregidor, Juan Ortiz de Olmos se encarga por un año del corregimiento.
- 1608 Juan Andrés Varela vuelve como corregidor, ejercerá el cargo algunos años con potestades limitadas.
- Los vecinos de Mérida ven la conveniencia de que el corregimiento sea elevado al rango de provincia dadas las limitadas potestades del corregidor, la Real Audiencia de Santa Fe se los concede y Juan Pacheco Maldonado es nombrado Gobernador de la Provincia de Mérida.

## Poblaciones
La provincia contaba con algunas poblaciones al momento de su fundación, algunas de estas fueron fundadas durante las provincias que la precedieron, la mayoría de las poblaciones se fundó en el siglo XVIII. La Provincia de Mérida fue fundada por Santa Fe de Bogotá en 1558, así como la Provincia de La Grita en 1559, la provincia de La Grita desapareció cuando fue unida a la provincia de Mérida en 1625, la provincia de Mérida incluía el actual estado Trujillo, la provincia de Maracaibo fue creada en 1676 con el territorio de la provincia de Mérida (actuales Mérida, Táchira y Trujillo) y el área del lago de Maracaibo cedida por la  Provincia de Venezuela.

## Organización
Durante la Colonia, España gobernaba sus provincias como Reales Audiencias bajo administración judicial, Corregimientos con gobierno militar y Virreinatos con igual rango que los reinos constituyentes de España, de menor rango eran las provincias que tenían a un gobernador como máxima autoridad civil y militar, aunque en el caso del corregimiento de Mérida dependía judicialmente de la Real Audiencia de Santa Fe de Bogotá, que era su autoridad superior e intermediario con la corte de España. Por debajo del corregidor estaban los cabildos de las ciudades y los Alcaldes de estas. Durante el siglo XVII existían diferentes estatus de poblaciones, villas que eran solo centros poblados para administrar un territorio, encomiendas donde un español se dedicaba a desarrollar un territorio y convertir a los indígenas, pueblos con una iglesia parroquial, y ciudades con plaza mayor, cabildo y alcalde. 
Las que tenían estatuto de ciudad eran:
- La Grita
- Mérida
- San Cristóbal
- Barinas

## Territorio
El Corregimiento de Mérida incorporó los territorios ocupados por el cabildo de Mérida desde su fundación, arrebatados a los aborígenes Timotes hasta el límite con la Provincia de Venezuela el actual estado Trujillo, además del cabildo de San Cristóbal y los territorios que fueron explorados por la Provincia de La Grita, La Grita, Gibraltar (Zulia), Barinas (Barinas) y Pedraza (Apure) desde el Lago de Maracaibo hasta el río Meta.